# Ramon Blasi Blasi
Ramon Blasi Blasi (Taradell, 4 de març de 1894 - El Camp de la Bota, 26 de maig de 1939) fou un pagès i sindicalista català, alcalde de Taradell en temps de la 2a República, que va ser afusellat pel franquisme.

## Biografia[calcitació]
Ramon Blasi va néixer a Taradell el 4 de març de 1894 i es dedicà a la pagesia. Consta que el 1932 va participar en un moviment popular local de reivindicació per la construcció d’un rentador públic i entrà en política el 1934, quan esdevingué regidor de l'ajuntament de Taradell a l'oposició. Com a regidor va proposar la retirada dels emblemes religiosos per aconseguir la laïcitat de la població i donà suport a la Llei de contractes de conreu de 1934.
A les eleccions municipals de 1936 és elegit regidor amb Esquerra Republicana de Catalunya, i a l'octubre següent és elegit alcalde de Taradell després d'un període en què les milícies antifeixistes havien pres l'ajuntament arran de l'alçament feixista que va iniciar la Guerra Civil.
Amb l'entrada de les tropes franquistes, fou detingut i condemnat per un tribunal militar per "adhesió a la rebel·lió militar" en haver estat fidel a la legalitat republicana. Fou afusellat al Camp de la Bota el 26 de maig de 1939. La condemna s'estengué a la família, ja que els volgueren prendre la casa i els negaren feina en diverses ocasions.
El 9 de novembre de 2024 es va instal·lar una placa en record seu a la plaça major del poble.